# Élections sénatoriales de 2020 à Saint-Barthélemy
L’élection sénatoriale à Saint-Barthélemy a lieu le 27 septembre 2020. Elle vise à élire le sénateur représentant la collectivité au Sénat pour un mandat de six années.

## Contexte départemental
Lors de l’élection sénatoriale de 2014 à Saint-Barthélemy, Michel Magras est élu sénateur.
Tous les effectifs du collège électoral des grands électeurs sont renouvelés avec les élections territoriales de 2017 et les élections législatives de 2017.

## Sénateur sortant
| Sénateur | Sénateur      | Parti | Fonctions lors de l'élection en 2014     |
| -------- | ------------- | ----- | ---------------------------------------- |
|          | Michel Magras | LR    | Sénateur sortant, conseiller territorial |

## Présentation des candidats et des suppléants
Le nouveau représentant est élu pour une législature de 6 ans au suffrage universel indirect par les 21 grands électeurs de la collectivité. À Saint-Barthélemy, le sénateur est élu au scrutin majoritaire à deux tours. Le nombre reste inchangé, un sénateur est à élire. Une seule candidate a présenté sa candidature, elle sera donc élu le 27 septembre.
| N°  | Candidats | Candidats         | Parti | Principales fonctions    |
| --- | --------- | ----------------- | ----- | ------------------------ |
| T 1 |           | Micheline Jacques | LR    | Conseillère territoriale |
| s 1 |           | Francius Matignon | LR    | Conseiller territorial   |

## Résultats
| Candidats                | Candidats                | Parti                    | Nuance                   | Premier tour | Premier tour |
| Candidats                | Candidats                | Parti                    | Nuance                   | Voix         | %            |
| ------------------------ | ------------------------ | ------------------------ | ------------------------ | ------------ | ------------ |
|                          | Micheline Jacques        | LR                       | LR                       | 12           | 100          |
|                          |                          |                          |                          |              |              |
| Votes valides            | Votes valides            | Votes valides            | Votes valides            | 12           | 63,16        |
| Votes blancs             | Votes blancs             | Votes blancs             | Votes blancs             | 5            | 26,32        |
| Votes nuls               | Votes nuls               | Votes nuls               | Votes nuls               | 2            | 10,53        |
| Total                    | Total                    | Total                    | Total                    | 19           | 100          |
| Abstention               | Abstention               | Abstention               | Abstention               | 2            | 9,52         |
| Inscrits / participation | Inscrits / participation | Inscrits / participation | Inscrits / participation | 21           | 90,48        |